# Pincher Creek Airport
Pincher Creek Airport är en flygplats i Kanada. Den ligger i den södra delen av landet, 2 900 km väster om huvudstaden Ottawa. Pincher Creek Airport ligger 1 189 meter över havet.
Terrängen runt Pincher Creek Airport är huvudsakligen platt, men åt nordost är den kuperad. Trakten runt Pincher Creek Airport är nära nog obefolkad, med mindre än två invånare per kvadratkilometer.. Närmaste större samhälle är Pincher Creek, 5,3 km sydost om Pincher Creek Airport.
Trakten runt Pincher Creek Airport består till största delen av jordbruksmark.